# Districte de Pezinok
El districte de Pezinok - (eslovac) Okres Pezinok - és un dels 79 districtes d'Eslovàquia. Es troba a la regió de Bratislava. Té una superfície de 375,54 km², i el 2013 tenia 59.602 habitants. La capital és Pezinok.

## Demografia
| Godina             | 1994   | 2004   | 2014   | 2024    |
| ------------------ | ------ | ------ | ------ | ------- |
| Nombre de persones | 53.171 | 55.390 | 60.445 | 70.063  |
| Diferència         |        | +4,17% | +9,12% | +15,91% |

| Godina             | 2023   | 2024   |
| ------------------ | ------ | ------ |
| Nombre de persones | 69.953 | 70.063 |
| Diferència         |        | +0,15% |

## Llista de municipis

### Ciutats
- Pezinok
- Modra
- Svätý Jur

### Pobles
Báhoň | Budmerice | Častá | Doľany | Dubová | Jablonec | Limbach | Píla | Slovenský Grob | Šenkvice | Štefanová | Viničné | Vinosady | Vištuk |
1. 1 2  «Počet obyvateľov podľa pohlavia - obce (ročne) [om7102rr_obce=AREAS_SK]».   Statistical Office of the Slovak Republic, 31-03-2025. [Consulta: 31 març 2025].